# غوستافو هنريكي كابرال دي سوزا
غوستافو هنريكي كابرال دي سوزا هو لاعب كرة قدم برازيلي في مركز الوسط، ولد في 20 ديسمبر 1999 في البرازيل.

## وصلات خارجية
- غوستافو هنريكي كابرال دي سوزا على موقع Soccerway.com (الإنجليزية)